# 저우타이잉
저우타이잉(중국어: 周台英, 1963년 8월 16일 ~ )은 타이완의 여자 축구 감독이자 전직 여자 축구 선수이다. 선수 시절 포지션은 미드필더이다.

## 경력
저우타이잉은 외국의 프로 축구 클럽에서 활약한 몇 안 되는 타이완의 축구 선수 가운데 한 명이다. 1987년에 SV 베르기슈글라트바흐 09에 입단하여 소속 팀의 프라우엔-분데스리가 2회 우승에 기여했다. 1989년에는 일본 L리그(현재의 일본 여자 축구 리그)에서 활동하던 여자 축구 클럽인 스즈요 시미즈 FC 러블리 레이디스에 입단했다. 1989년 시즌에서는 12골을 기록하면서 시미즈 레이디스의 시즌 첫 우승에 기여했고 골든 부트 수상, 베스트 일레븐 선정이라는 영예를 안았다.
저우타이잉은 1980년대와 1990년대 초반에 중화 타이베이 여자 축구 국가대표팀의 주전 선수로 활동했으며 중화 타이베이의 AFC 여자 축구 선수권 대회 3회 우승(1977년, 1979년, 1981년), OFC 여자 축구 선수권 대회 2회 우승(1986년, 1989년)에 기여했다. 중국에서 개최된 1991년 FIFA 여자 월드컵에서 중화 타이베이 여자 축구 국가대표팀의 주장을 맡았다. 중화 타이베이는 8강전에 진출했으나 대회 우승 팀인 미국에 0-7 패배를 기록했다. 일본 히로시마에서 개최된 1994년 아시안 게임에서는 중화 타이베이의 여자 축구 동메달에 기여했다.
저우타이잉은 2005년부터 국립 타이완 사범대학 여자 축구단의 감독을 맡았다. 2006년에는 중화 타이베이 여자 축구 국가대표팀 감독을 역임했다.

## 수상

### 국가대표
- AFC 여자 축구 선수권 대회(현재의 AFC 여자 아시안컵) 3회 우승 (1977년, 1979년, 1981년)
- 1979년 AFC 여자 축구 선수권 대회 MVP 수상
- OFC 여자 축구 선수권 대회(현재의 OFC 여자 네이션스컵) 2회 우승 (1986년, 1989년)

### 클럽
SV 베르기슈글라트바흐 09
- 프라우엔-분데스리가 2회 우승 (1988년, 1989년)

스즈요 시미즈 FC 러블리 레이디스
- L리그(현재의 일본 여자 축구 리그) 1회 우승 (1989년)
- 1989년 L리그 골든 부트 수상
- 1989년 L리그 베스트 일레븐 선정